# جويس مورينو
جويس مورينو (بالإسبانية: Joyce Moreno)‏ (29 سبتمبر 1974 في بنما - ) هو لاعب كرة قدم إسباني في مركز الدفاع. شارك مع منتخب إسبانيا تحت 16 سنة لكرة القدم ومنتخب إسبانيا تحت 17 سنة لكرة القدم ومنتخب إسبانيا تحت 18 سنة لكرة القدم. أما مع النوادي، فقد لعب مع ريال أوفييدو وريال مدريد كاستيا ونادي بطليوس ونادي بورغوس ونادي غرناطة ونادي ليغانيس وريال سوسيداد ديبورتيفا الكالا وDAV Santa Ana ‏ ونادي سان أندرو.

## وصلات خارجية
- جويس مورينو على موقع الاتحاد الدولي (مؤرشف)  (الإنجليزية)
- جويس مورينو على موقع قاعدة بيانات كرة القدم.إي يو (الإنجليزية)
- جويس مورينو على موقع Soccerway.com (الإنجليزية)